# Palpares zebroides
Palpares zebroides is een insect uit de familie van de mierenleeuwen (Myrmeleontidae), die tot de orde netvleugeligen (Neuroptera) behoort. 
Palpares zebroides is voor het eerst wetenschappelijk beschreven door Fraser in 1950.